# Mosopia cassinusalis
Mosopia cassinusalis là một loài bướm đêm trong họ Noctuidae.